# Clausiadinychus
Clausiadinychus es un género de ácaros perteneciente a la familia Dinychidae.

## Especies
Clausiadinychus Sellnick, 1930
- - Clausiadinychus cristatus Sellnick, 1930
  - Clausiadinychus pulcherrimus Hutu, 1991
  - Clausiadinychus quadricaudatus Hirschmann, 1973
  - Clausiadinychus sellnicki Hutu, 1991
  - Clausiadinychus similicristatus Hirschmann, 1973